# Cytospora punicae
Cytospora punicae är en svampart som beskrevs av Sacc. 1878. Cytospora punicae ingår i släktet Cytospora och familjen Valsaceae.   Inga underarter finns listade i Catalogue of Life.